# Ruslan Kokajev
Ruslan Kokajev (Kokajty) (* 12. září 1980, Ordžonikidze) je bývalý ruský zápasník–volnostylař osetské národnosti, který od roku 2006 reprezentoval Arménii.

## Sportovní kariéra
Zápasení se věnoval ve Vladikavkazu pod trenérskou dvojící Rubajev, Dedegkajev. V užším výběru ruské volnostylařské reprezentace se pohyboval od roku 2001 ve váze do 74 (76) kg. V roce 2004 prohrál nominaci na olympijské hry v Athénách s Dagestáncem Buvajsarem Sajtijevem. Jeho situace se v ruském reprezentačním výběru nelepšila a proto v roce 2006 přijal nabídku reprezentovat Arménii. Rusové mu k odchodu nebránili a tak v témže roce poprvé nastoupil v nových barvách ve váze do 74 kg. V roce 2008 se na olympijské hry v Pekingu nekvalifikoval.

## Výsledky
| Olympijské hry     | —  |   |   |   | —  |   |     |     | — |  |  |  |  |  |  |  |  |  |  |  |  |
| Mistrovství světa  |    | — | — | — |    | — | úč. | úč. |   |  |  |  |  |  |  |  |  |  |  |  |  |
| Mistrovství Evropy | —  | — | — | — | 1. | — | 2.  | 5.  | — |  |  |  |  |  |  |  |  |  |  |  |  |
| MS juniorů         | —  |   |   |   |    |   |     |     |   |  |  |  |  |  |  |  |  |  |  |  |  |
| ME juniorů         | 5. |   |   |   |    |   |     |     |   |  |  |  |  |  |  |  |  |  |  |  |  |